# Aliu Mahama
Alhaji Aliu Mahama (3 de março de 1946 - 16 de novembro de 2012) foi um político ganês que foi vice-presidente de Gana de 7 de janeiro de 2001 a 7 de janeiro de 2009. Membro do Novo Partido Patriótico, foi o primeiro vice-presidente muçulmano de Gana.

## Educação e carreira
Da etnia Dagomba, Aliu Mahama quando jovem estudou na Escola Secundária do Governo em Tamale, de 1960 a 1967. Ele foi para a Universidade de Ciência e Tecnologia Kwame Nkrumah, Kumasi, de 1967 a 1971, onde obteve o bacharelado em tecnologia de construção. Ele iniciou sua carreira profissional no escritório regional de Bolgatanga da State Construction Corporation como Engenheiro de 1972 a 1975. Ele foi promovido a Gerente Regional Assistente e alocado no Escritório Regional de Koforidua entre 1975 e 1976. Ele ocupou o cargo de Gerente Regional responsável pela Região Norte, Tamale, de junho de 1976 a agosto de 1982.
Mahama também foi aluno do Instituto de Gerenciamento e Administração Pública de Gana (GIMPA). Para aprimorar e aprofundar suas habilidades de gerenciamento e liderança, ele obteve dois certificados do Instituto em Planejamento e Gerenciamento de Projetos e em Liderança.
Foi conselheiro do Conselho Distrital de Yendi em 1978 e membro da Assembléia Municipal de Tamale em 1990. Também foi presidente do Comitê de Desenvolvimento Econômico do Comitê Estadual de Tamale-Louisville. Ele foi membro do conselho de várias escolas secundárias na região norte, incluindo a Politécnica de Tamale. Ele também atuou como membro do Conselho do Real Tamale United, do Gana, na Premier League, onde foi membro fundador.

## Aposentadoria e morte
Depois de dois mandatos como vice-presidente, ele procurou a indicação do Novo Partido Patriótico para a eleição presidencial de 2008, mas na convenção do partido em dezembro de 2007, ele não teve êxito, obtendo apenas 6% (146 votos) do total de votos dos delegados. Ele então se aposentou da política.
A mídia ganense divulgou rumores de sua morte em 14 de novembro de 2012 no Hospital de Ensino Korle Bu, mas a história foi rapidamente negada no mesmo dia pelas autoridades de sua família e hospital. Ele morreu no mesmo hospital em 16 de novembro de 2012, aos 66 anos de idade, por uma doença cardíaca e complicações por um derrame. Ele morreu quase quatro meses depois da morte do presidente ganês John Atta Mills. Um funeral de estado, com a participação de centenas, foi realizado para ele em 18 de novembro de 2012 por ritos islâmicos de oração fúnebre (Janaza) na Praça da Independência, na capital, Accra. Além disso, ele recebeu honras militares cerimoniais, incluindo uma procissão do exército que acompanhava o cortejo e uma saudação de 19 canhões, geralmente dada aos vice-presidentes que partiram. Mais tarde, seu corpo foi levado em um jato da Força Aérea Ganense para Tamale, na Região Norte, para ser enterrado em sua residência particular.